# Sueño del Infierno
El Sueño del Infierno  es el tercero de los Sueños de Francisco de Quevedo. Fue escrito en 1608 e intentó publicarse en 1610, aunque no vio la luz hasta 1627 en la edición de Sueños y discursos publicada en Barcelona. Su versión expurgada se publicó en 1631 con el nombre de Las zahúrdas de Plutón, dentro de los llamados Juguetes de la niñez.

## Análisis

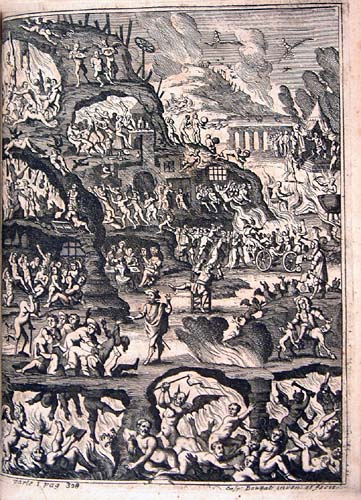
El sueño del Infierno.

Para diferenciarse del estilo jocoso y desenfadado propio del Alguacil, Quevedo ocupa aquí un lenguaje más brusco y hostil hacia sus lectores, que puede notarse desde las primeras líneas del prólogo. La razón más poderosa que se ha supuesto para este cambio podría ser la animadversión de sus contemporáneos a Quevedo, quien había satirizado a la represiva sociedad española en sus dos obras anteriores, también mencionadas por el madrileño en la introducción en un intento de afirmar su propiedad literaria sobre su serie.
El autor afirma la verdad suprema contenida en el Infierno con elegancia y majestuosidad, aunque nada más entrar en él su estilo se torna grosero y alaba a los demonios que habitan allí. A través del relato se constata el horror que el narrador experimenta en el infierno, donde se encuentra a «gente peor que Judas». Al final del discurso sale espantado, aunque no experimenta la paz sino que conserva el espanto de haber conocido a Lucifer.
La narración se centra en una persona de nombre desconocido que no puede obtener la paz, similar a Dante en El Infierno. Quevedo no muestra un propósito piadoso; al contrario, parodia varios pasajes de la Biblia relativos al infierno, para disfrutar de manera frívola los placeres carnales del infierno, solo a través de su experiencia y dejando de lado el dogma católica. Es uno de los narradores más complejos de todo el corpus quevediano.
Al final, el narrador visita el camarín de Lucifer, escena considerada la cumbre de esta obra por su ironía y deshumanización. El espectáculo es macabro y Quevedo se burla del demonio por colocar a reyes y emperadores del mundo como ornato de su sala. También satiriza Quevedo a las mujeres y hombres adúlteros. Para ello, se sirve de sarcasmos, desfiguraciones y falsificaciones, recursos comunes en su obra.
A través de la figura del diablo, Quevedo se permite transgredir muchos de los límites literarios y verbales que la moral de la época. El paradigma del mundo al revés permite al autor satirizar las convenciones de la nobleza, la honra, la castidad, la conquista de América e incluso los zurdos.